# Rapenburg (Leiden)

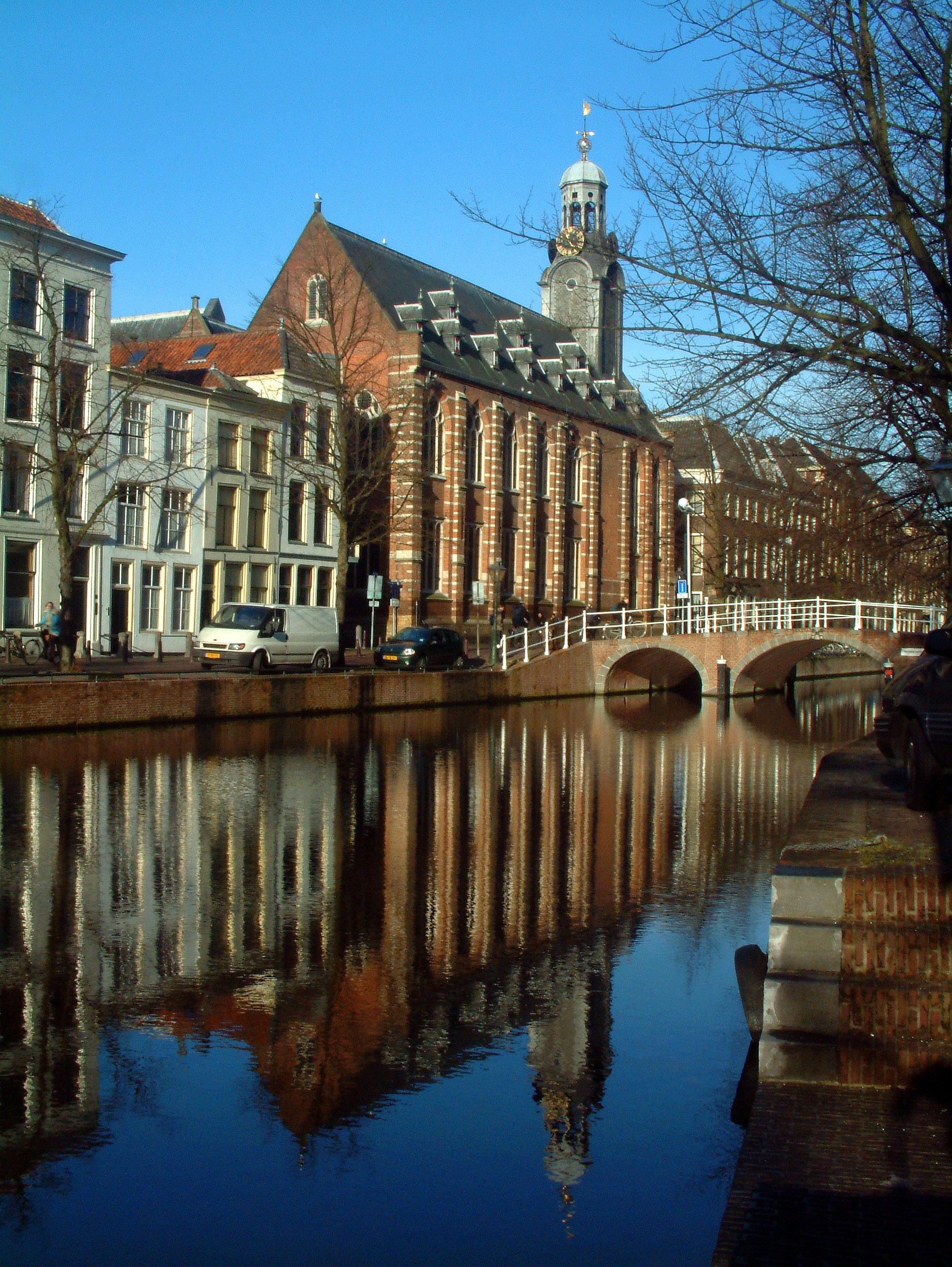
Academiegebouw aan het Rapenburg

Het Rapenburg is de bekendste gracht van de Nederlandse stad Leiden.

## Geschiedenis
De gracht loopt van de kruising Breestraat-Kort Rapenburg-Noordeinde tot de brug ter hoogte van de Doezastraat, vanaf welk punt het water als het Steenschuur verdergaat en langs het Van der Werfpark stroomt. Oorspronkelijk liep het Rapenburg tot het Galgewater (Oude Rijn). Het Kort Rapenburg, het gedeelte tussen Noordeinde en Galgewater, werd in 1911 overkluisd ten behoeve van het toenemende verkeer.
Het Rapenburg was tot 1389 een vestgracht aan de zuidelijke rand van het centrum van Leiden; de naam 'Rapenburg' wordt voor het eerst genoemd in 1360. Voor de herkomst van de naam is geen verklaring gevonden, noch in Leiden, noch in Amsterdam, dat een eiland kent met dezelfde naam (zie Rapenburg).
Aan de gracht bevinden zich veel statige panden, waarvan er veel zijn gebouwd door aannemer Willem Wijmoth. De kozijnen van deze monumentale huizen zijn telkens in eenzelfde kleur donkergroen (monumentengroen) en creme-wit geschilderd. In schilderstermen wordt in Leiden dan ook van 'Rapenburgkleuren' gesproken. Ook het Academiegebouw, het bestuursbureau en diverse andere gebouwen van de Universiteit Leiden bevinden zich hier, evenals vele studentenhuizen, het Rijksmuseum van Oudheden, de Hortus botanicus Leiden en het Sieboldhuis. Jaarlijks wordt op het water van het Rapenburg het Rapenburgconcert gehouden.
Het begin van het Rapenburg aan de kant van de Breestraat wordt gemarkeerd door de Gijselaarsbank. Deze door Willem Coenraad Brouwer ontworpen bank werd in 1920 geplaatst als eerbetoon aan Nicolaas Charles de Gijselaar, burgemeester van Leiden tussen 1910 en 1927, als dank voor zijn goede zorg voor de bevolking tijdens de Eerste Wereldoorlog. De burgemeester was overigens zelf de voorzitter van de commissie die de bank liet plaatsen. In 1983 werd het bankje weggehaald voor reparatie en in 1985 teruggeplaatst nadat hier speciaal een motie over werd aangenomen door de gemeenteraad.

## Trivia

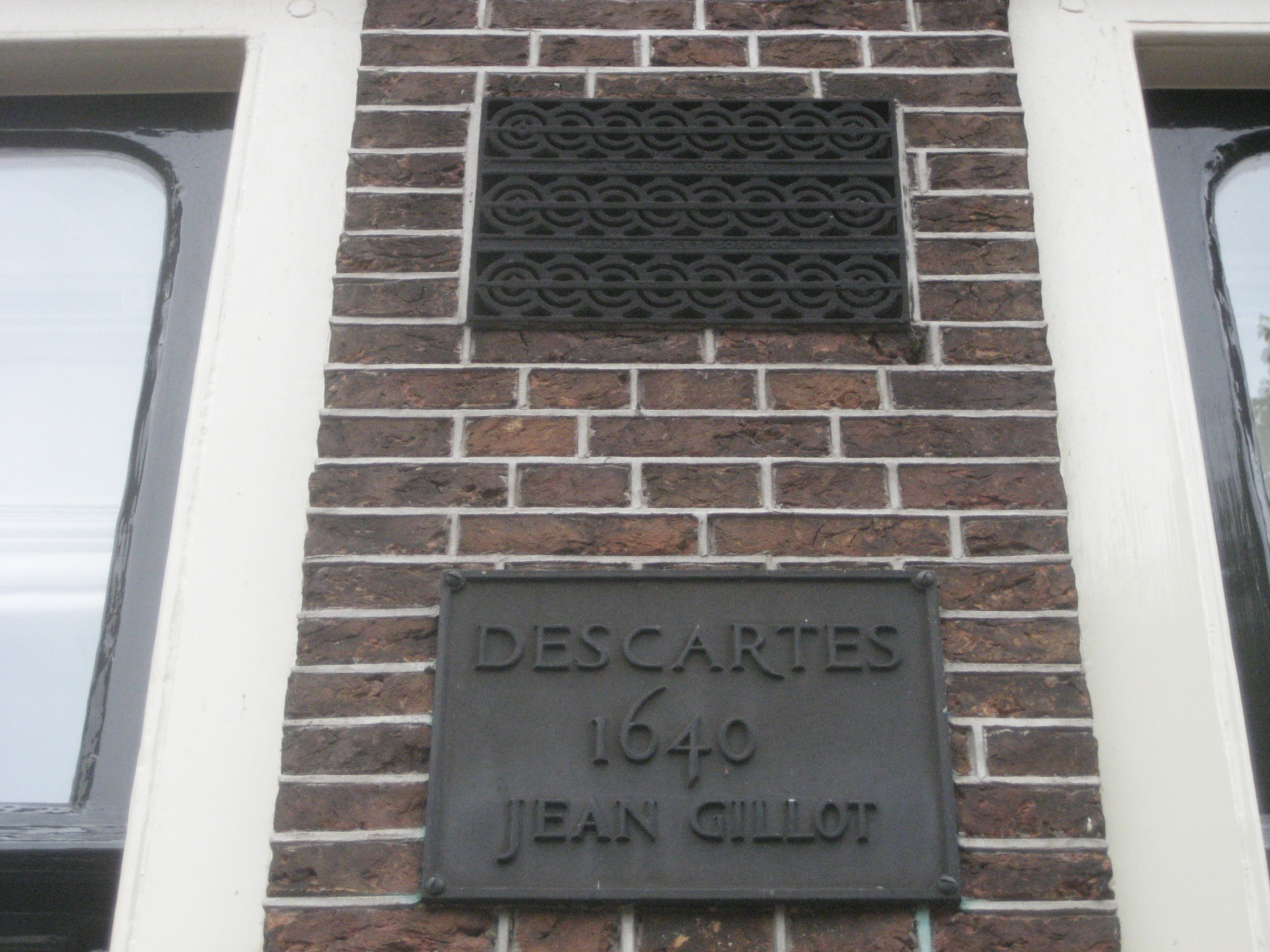
Descartes - Rapenburg 21, Leiden

- Al in de 17e en 18e eeuw werd het Rapenburg de mooiste straat van Europa genoemd, door hoogleraar Johannes Polyander van Kerckhoven, geciteerd in het boek Les délices de Leide (1712) en in Les délices de la Hollande (Parival, 1660): "van alle werelddelen is Europa het mooiste werelddeel, van Europa zijn de Nederlanden het mooiste land, van de Zeventien Provinciën is Holland de mooiste, van de Hollandse steden is Leiden de mooiste, en van alle straten en grachten van Leiden is het Rapenburg de mooiste". Met hetzelfde citaat begint Frans Kellendonk zijn "spookverhaal" Letter en geest (1982) dat zich afspeelt in de Universiteitsbibliotheek Leiden, die meer dan 400 jaar gehuisvest was aan het Rapenburg.
- Enkele leden van de koninklijke familie hebben tijdens hun studie aan het Rapenburg gewoond: prins Alexander (Rapenburg 22), prins Willem (Rapenburg 24), prinses Beatrix (Rapenburg 45) en prins Willem-Alexander (Rapenburg 116).
- Op het balkon van Rapenburg 56 is de balkonscène opgenomen uit de film Soldaat van Oranje (1977) van Paul Verhoeven. Op de benedenverdieping van dit pand is sinds 1968 Café Barrera gevestigd.
- Karel van het Reve raakte op een dag toen het geijzeld had, met zijn auto te water in het Rapenburg. (Zie: Afscheid van Leiden (1984) door Karel van het Reve.)
- René Descartes, de Franse filosoof en wiskundige woonde in de jaren 1640-1641 op Rapenburg 21. In de twintigste eeuw bewoonde de repetitor H.J. Witkam het pand. Hij publiceerde over het verblijf van René Descartes aan het Rapenburg en hij liet een gedenkplaat op de gevel van het huis aanbrengen.

## Fotogalerij

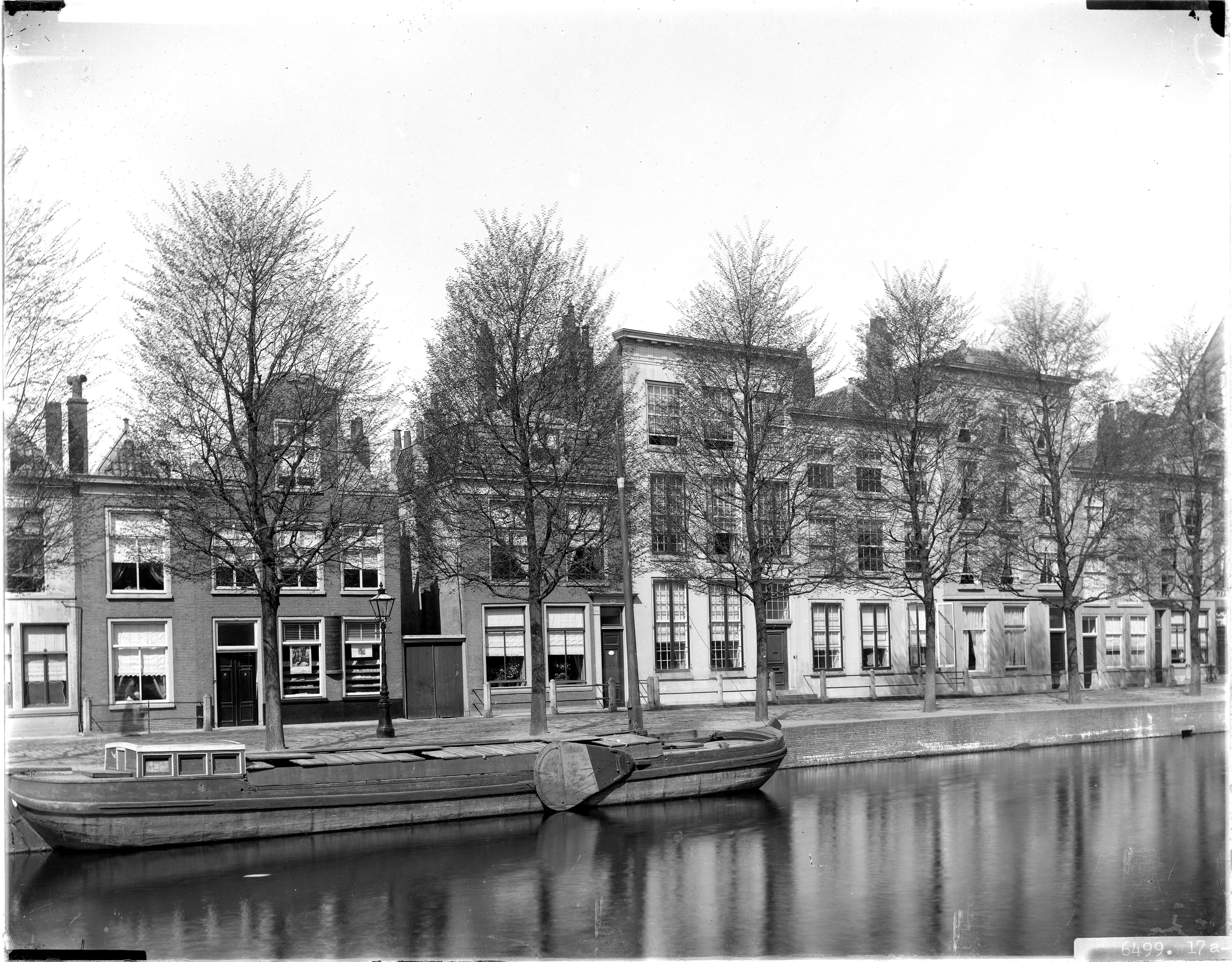
Rapenburg westzijde, huisnummers 75-83 tussen Nonnensteeg en Kolfmakerssteeg
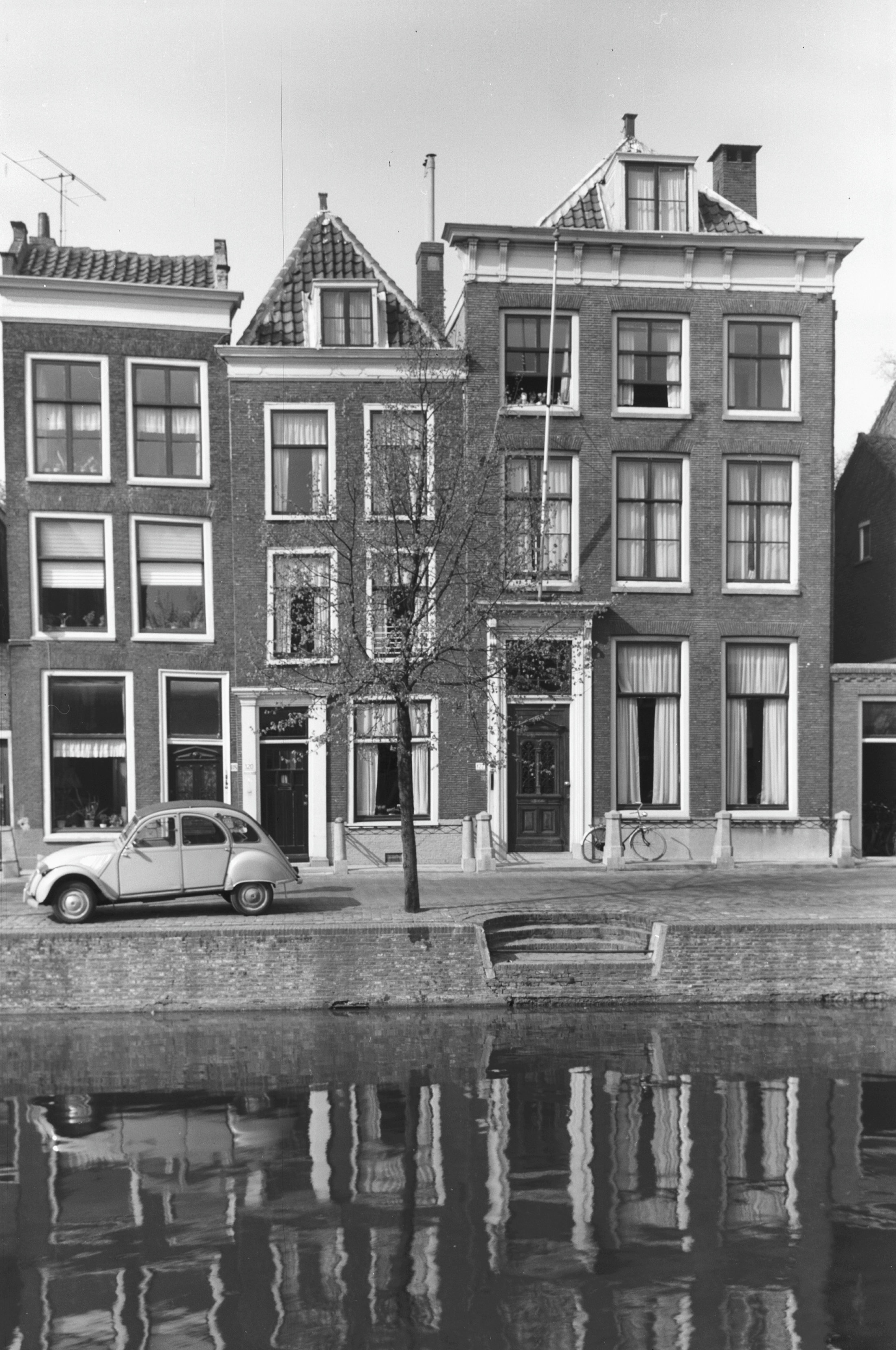
Rapenburg 118 en Rapenburg 120 (1963)
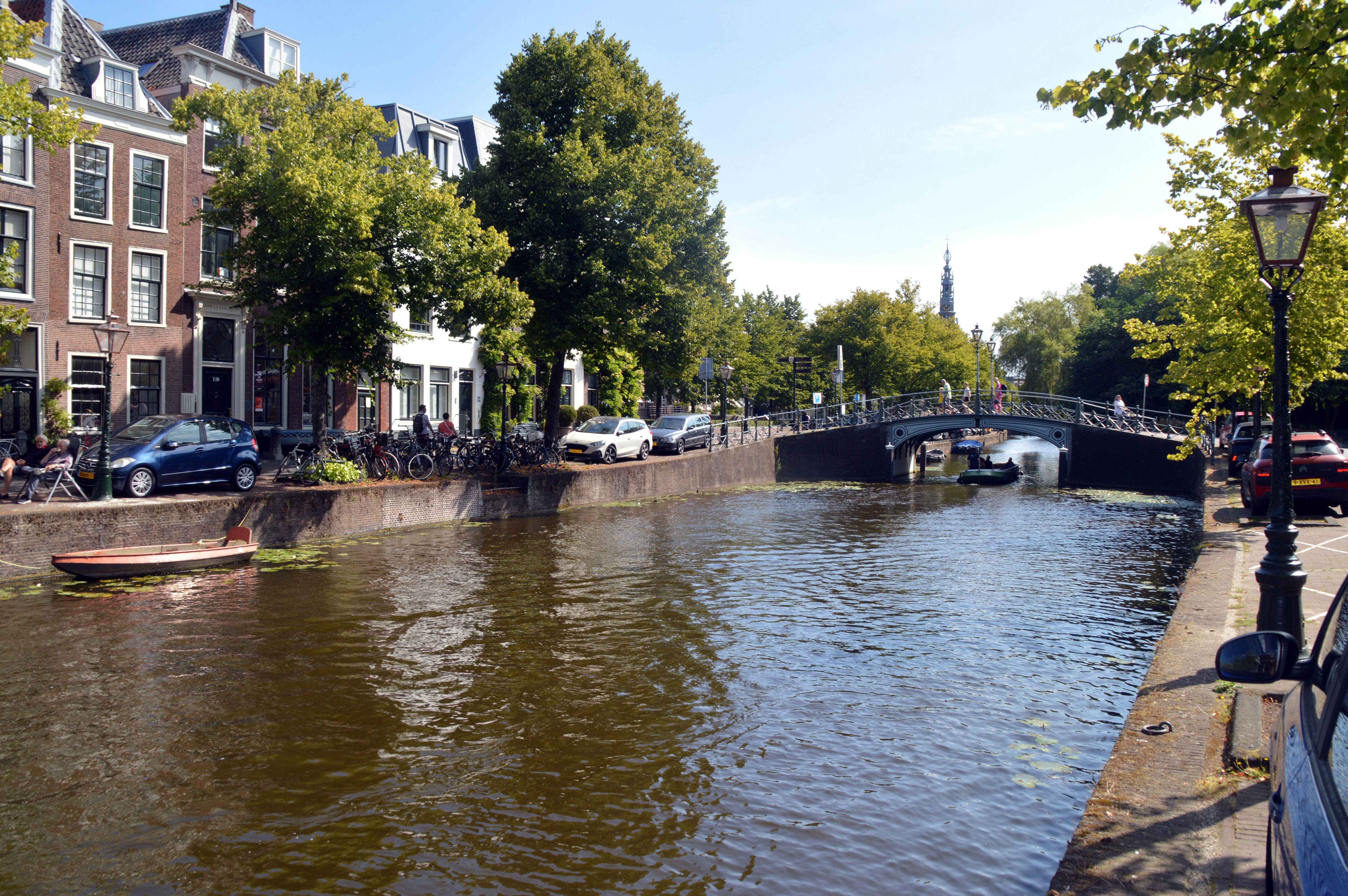
Rapenburg met zicht op de Nieuwsteegbrug
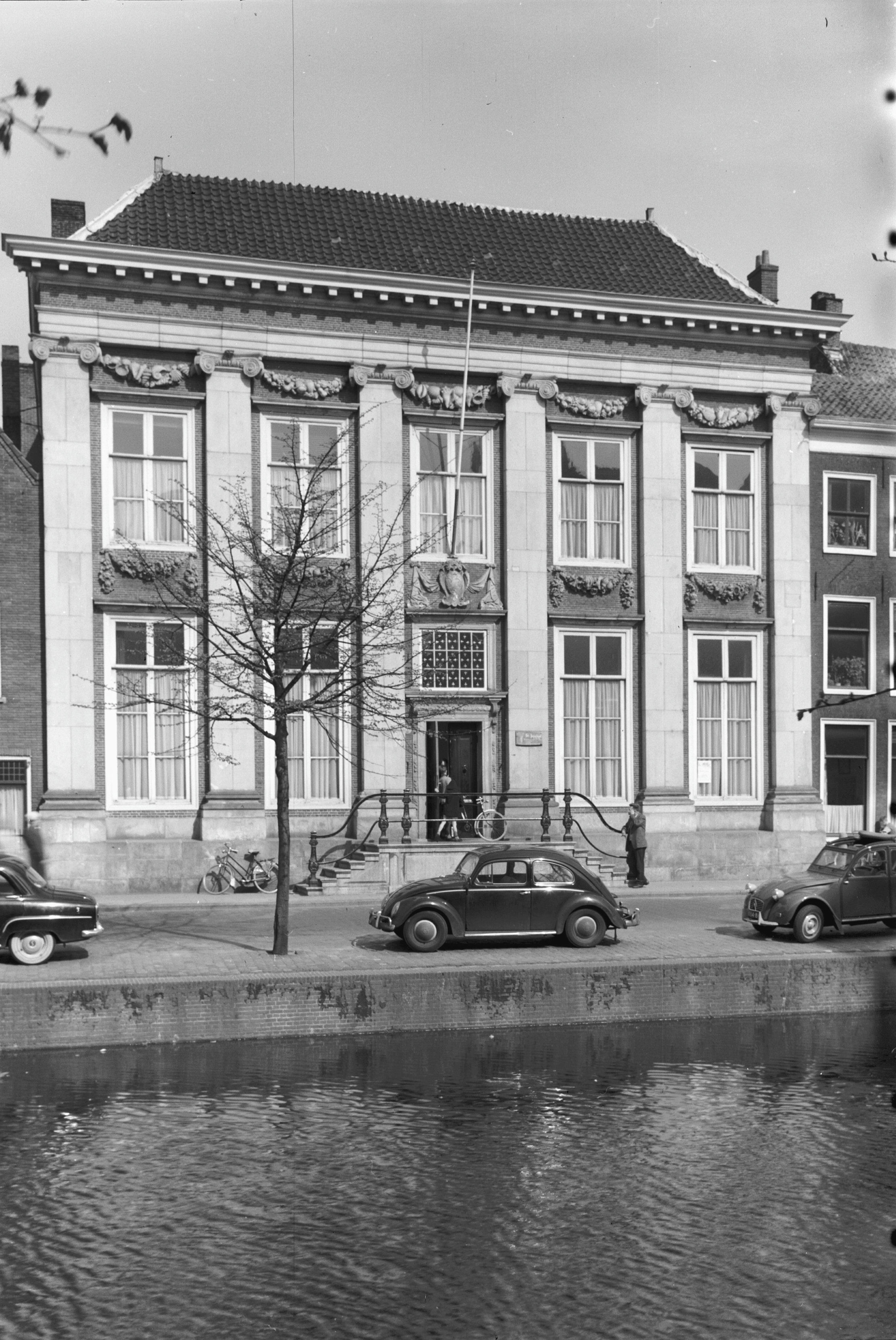
Huis van Leyden
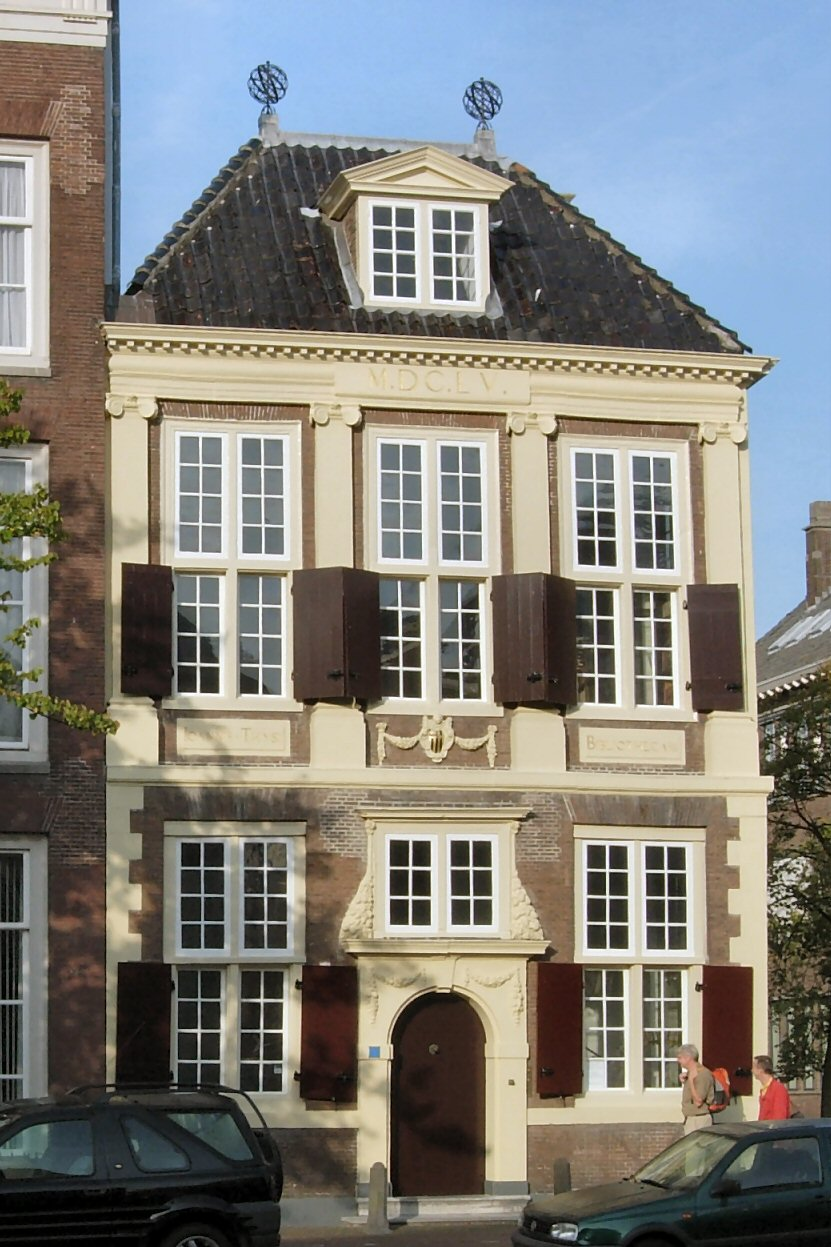
Bibliotheca Thysiana

## Publicaties
Th.H. Lunsingh Scheurleer, C. Willemijn Fock, A.J. van Dissel: Het Rapenburg. Geschiedenis van een Leidse gracht. 6 delen in 11 banden. Leiden, Rijksuniversiteit Leiden, Afdeling Geschiedenis van de Kunstnijverheid. 1986-1992